# ATP Challenger Shrewsbury
Der ATP Challenger Shrewsbury (offiziell: Shrewsbury Challenger) war ein Tennisturnier, das zwischen 2006 und 2007 in Shrewsbury, England, stattfand. Es gehörte zur ATP Challenger Tour und wurde in der Halle auf Hartplatz gespielt.

## Liste der Sieger

### Einzel
| Jahr | Sieger          | Finalgegner   | Ergebnis      |
| ---- | --------------- | ------------- | ------------- |
| 2007 | Igor Kunizyn    | Igor Sijsling | 6:2, 6:4      |
| 2006 | Alex Bogdanovic | Mischa Zverev | 4:6, 6:4, 6:4 |

### Doppel
| Jahr | Sieger                            | Finalgegner                    | Ergebnis |
| ---- | --------------------------------- | ------------------------------ | -------- |
| 2007 | Frederik Nielsen (2) Rasmus Nørby | Edward Allinson Ian Flanagan   | 6:3, 6:2 |
| 2006 | Philipp Marx Frederik Nielsen (1) | Lars Burgsmüller Mischa Zverev | 6:4, 6:4 |